# Low whistle
Il low whistle, Concert whistle o Low D  (o più raramente Tenor Whistle) è un grosso flauto a fischietto di origine inglese, moderna variante del tin whistle. Come il suo fratello più piccolo e più antico, il low whistle emette suono grazie alla vibrazione dell'aria contenuta nel labium (in inglese "fipple" o "mouthpiece") prodotta dal soffio del musicista e modulata dalla pressione a cui è sottoposta l'aria contenuta nello strumento, derivante dalla posizione delle dita sui fori.

## Storia
Esistono molte prove dell'esistenza di flauti con labium nella Britannia pre romana. Gli antenati del moderno low whistle sono da ricercare in alcuni esemplari di flauti dritti risalenti all'Alto Medioevo, generalmente di forma conica e anch'essi dotati di sei fori. La nascita del moderno low whistle risale al 1971 grazie al musicista jazz e folk inglese Bernard Overton che ne realizzò uno per rimpiazzare il flauto indiano in bambù di Finbar Furey danneggiato irreparabilmente durante un trasporto aereo e che chiamò "Tenor D Flageolet", nome diventato obsoleto in breve tempo. Nato in Inghilterra, il low whistle si è presto diffuso, come i conterranei Irish flute e tin whistle, in tutto l'arcipelago britannico ed ha ottenuto grande popolarità rapidamente, soprattutto tra gli anni '90 e l'inizio del nuovo millennio grazie all'opera di importanti virtuosi solisti, tra cui spicca la figura dell'inglese Michael McGoldrick ritenuto un innovatore della musica folk e del celtic fusion. Pertanto la locuzione "Irish Low Whistle" non nasce da una reale appartenenza dello strumento all'Irlanda, ma  è da considerarsi solo indicativa del massiccio impiego di tale strumento in Irlanda e, in senso lato, nella musica di tutte le isole britanniche. Più grande nelle dimensioni, il low whistle mantiene la stessa diteggiatura del fratello minore ma richiede una tecnica leggermente diversa a causa delle maggiori dimensioni e spaziatura dei fori. Ormai strumento consolidato nella tradizione musicale britannica e irlandese, è tuttavia spesso criticato dai puristi perché il suo ruolo sarebbe già occupato dal più classico flauto traverso irlandese (Irish flute) di cui conserva la diteggiatura ed il registro. È oggi ben noto al grande pubblico per essere stato utilizzato come strumento leader nelle colonne sonore composte da Howard Shore per i film di successo "Titanic" e "Il Signore degli Anelli". Il low whistle è molto utilizzato nella musica folk irlandese e britannica, anche se non mancano artisti che lo inseriscono a pieno titolo nel contesto jazz. I Beatles utilizzarono un antenato del low whistle e il suo fratello più piccolo per il brano "The fool on the hill". Non mancano esempi di musicisti che adoperano il low whistle nell'ambito della musica Ambient, Rock e Metal, tra di essi meritano di essere menzionati i The Olllam, il musicista celtic ambient americano Talbert St. Claire, il gruppo folk e viking metal norvegese Glittertind e il gruppo folk ambient norvegese Bukkene Bruse. Tra i più celebrati "low whistle players" troviamo gli inglesi Michael McGoldrick, Kevin Crawford e Toby Shaer, i nordirlandesi Brian Finnegan, John McSherry, Jarlath Henderson e Chris McMullan, gli irlandesi Paddy Keenan, Cormac Breatnach e Davy Spillane, gli scozzesi Ross Ainslie, Alistair "Ali" Hutton, Fred Morrison, Dave Shedden, Rory Campbell, Calum MacCrimmon, James Duncan McKenzie e Callum Stewart.

## Manifattura
Il suono del low whistle è caldo, vibrante e armonioso, particolarmente soggetto alle variazioni determinate da materiali e tecniche di costruzione. I più comuni vengono realizzati in alluminio, con tecniche spesso artigianali o semiartigianali ma ne esistono anche in polimero, materiale "povero" ma particolarmente adatto ad enfatizzare le tonalità basse dello strumento, in ABS, in legno e altri materiali. La sua intrinseca semplicità permette anche realizzazioni casalinghe e non sono rari appassionati del fai-da-te che hanno costruito strumenti di qualità sorprendente.
Il low whistle è uno strumento a chiave fissa e viene quindi realizzato, al pari del "fratello minore" in varie tonalità:  la più diffusa e utilizzata è quella di Re ma se ne producono anche in Sol, Do, Do#,Fa, Fa#, Mi, Mib (in alcuni rari casi si sono prodotti anche low whistle in Sib, La o Sol sotto il Do "basso", al centro del pianoforte).Generalmente e per praticità, la suddivisione è oggi High (soprano) Whistle (Mi-Mib-Re-Do#-Do-Si-Sib) Mid (mezzo o alto) Whistle (La-Lab-Sol-Sol#), Low (tenor) Whistle (Fa-Mi-Mib-Re-Do#-Do) e Baritono (Sib-La-Lab-Sol). Alcune aziende, considerata la costante richiesta di un "range" completo producono ormai "whistles" in tutte le tonalità, spaziando dal Sol "piccolo" fino al Do "basso": l'americana  "Susato" è un ottimo esempio, e realizza strumenti in ABS di livello intermedio abbastanza apprezzati per le doti sonore, l'affidabilità e la robustezza.
Tuttavia, la relativa facilità e velocità di costruzione così come la reperibilità di materiali idonei spesso semilavorati, e (non ultima) la caratteristica di acquistare un carattere unico a seconda del tipo di realizzazione, hanno fatto sì che nell'ultimo decennio molti artigiani abbiano realizzato la loro personale interpretazione di questo strumento, fornendo al pubblico una varietà immensa di strumenti ognuno con una "voce" tra cui scegliere. Importanti costruttori di low whistles sono: Phil Hardy (Kerrywhistles whistles), Phil Bleazey e Tony Dixon in Inghilterra, Hammi Hamilton in Irlanda, Reviol in Nuova Zelanda, Misha Somerville (MK Whistles) in Scozia, Colin Goldie in Germania (nonostante l'omonimo costruttore sia britannico), Marc Lofgren in Svezia, Ronaldo Reyburn, Susato e Burke negli Stati Uniti.
Colin Goldie e Phil Hardy sono stati allievi di Bernard Overton ed i loro whistles sono la naturale evoluzione di quello realizzato per Finbar Furey. Grazie al loro lavoro, con il tempo la "Windway", cioè il canale del labium attraverso il quale passa l'aria, ha cambiato dimensioni allungandosi notevolmente e migliorando la qualità del suono, il volume e la pressione. Misha Somerville, membro della band folk-fusion Croft No. 5, si dedica alla costruzione di low whistle dai primi anni 2000: anche i suoi strumenti sono prodotti artigianalmente ma per la loro costruzione Somerville non segue le stesse tecniche degli allievi di Overton, evitando saldature, torsioni e pressioni non necessarie. Questi tre makers sono in assoluto i più stimati artigiani del settore.

## Tecnica e diteggiatura
Il low whistle ha sei fori e, come il tin whistle e l'Irish flute, ha un'estensione di due ottave, anche se è possibile produrre note ancora più acute, e quindi al di fuori del range usuale, con un elevato controllo della pressione da parte del musicista. La forza del soffio determina l'ottava mentre la posizione delle dita sui fori determina la nota. Si può eseguire la scala maggiore nella tonalità dello strumento scoprendo dal basso verso l'alto i fori. Nel caso del low whistle in Re (D) la posizione con tutti i fori coperti produce un Re, scoprendo l'ultimo foro in basso si passa al Mi, scoprendo anche il penultimo foro si ottiene il FA# e così via, fino alla posizione con tutti i fori scoperti che produce un Do#, settima nota della scala di Re maggiore. Il cambio di pressione produce lo spostamento all'ottava superiore. La posizione con tutti i fori coperti ad eccezione del primo a partire dall'imboccatura produce un Re due ottave sopra il Re basso a patto di soffiare con una forza ancora superiore a quella necessaria per produrre note nell'ottava superiore. Posizioni a forchetta e "half-holing" (posizioni con un foro coperto solo per metà) possono produrre le cinque alterazioni relative alla scala maggiore su cui il low whistle è basato e costruito. Nel low whistle, contrariamente a quanto si verifica nel tin whistle, i fori sono generalmente coperti con la seconda sezione (falange) delle dita (ad eccezione dei fori corrispondenti agli anulari) poiché i fori sono più larghi e maggiormente distanziati tra di loro: tale posizione è detta "piper's grip".  Tale sistema è mutuato dalle Uillean pipes. Come per il tin whistle e l'Irish flute, l'esecuzione viene arricchita da virtuosismi (ornaments), come cuts, double cuts, cranns, hammers e rolls, che sono caratteristica essenziale della musica celtica.